# Nikolaï Dolgopolov
 (juillet 2022).
Pour les articles homonymes, voir Dolgopolov.
Nikolaï Mikhaïlovitch Dolgopolov (Никола́й Миха́йлович Долгопо́лов), né le 11 janvier 1949 à Moscou en URSS, est un journaliste russe, documentariste et historien des services de renseignement, proche du Service des renseignements extérieurs de la fédération de Russie,.
Il est l'auteur d'une série de livres sur les espions soviétiques, lauréat du prix de l'union des journalistes de Russie pour sa couverture de la catastrophe de Tchernobyl (1986); lauréat du prix du maire de Moscou (2001); lauréat du prix du Service des renseignements extérieurs de la fédération de Russie (SVR) (2014).

## Biographie
Nikolaï Dolgopolov est diplômé de l'institut d'État des langues étrangères et a poursuivi un troisième cycle à l'université de Strasclyde de Glasgow. Il est membre de l'union des journalistes de la Fédération de Russie, membre de l'union des écrivains de Moscou et de l'union interrégionale des organisations d'écrivains. En 1971-1973, il était en voyage d'affaires en Iran et a travaillé comme traducteur du farsi dans une usine militaire. Depuis 1973, il fait du journalisme : il a travaillé à la Komsomolskaïa Pravda, a commencé comme correspondant pour le département des sports, et a atteint le poste de premier rédacteur en chef adjoint. De 1987 à 1992, il a travaillé comme correspondant pour la Komsomolskaïa Pravda en France. Il est devenu en 1997 secrétaire exécutif du journal Le Travail («Труд») et en 2007, rédacteur en chef adjoint de la Rossiïskaïa Gazeta.
Il est membre du présidium de la Fédération russe de patinage artistique, organisateur et président du club de la triple touloupe qui réunit des journalistes qui écrivent sur le patinage artistique. Il est membre de la commission de presse du Comité olympique russe, membre du comité de presse de l'Association internationale des fédérations d'athlétisme. C'est l'un des organisateurs du mouvement russe « Fair Play » dont il est membre du comité russe.
Il est récipiendaire du diplôme d'honneur du comité international « Fair Play » et du mouvement européen homonyme. En 1999, il a été le premier journaliste russe à être invité à diriger des séminaires et à donner des conférences à l'Académie internationale olympique à Olympie ; en 2001, à Séoul à un séminaire sur les problèmes contemporains du sport international (FIFA). En 1994, il est distingué comme le meilleur journaliste sportif russe par le comité russe des jeux olympiques; en 1998, il a reçu le premier prix du concours de journalistes sportifs organisé par le Comité d'État de la Fédération de Russie pour la culture physique et les sports. Il est lauréat du prix de l'union des journalistes de Russie pour le courage et l'habileté dont il a fait preuve dans la couverture des événements dans la zone de la centrale nucléaire de Tchernobyl (1986) ; lauréat du prix du maire de Moscou (2001).

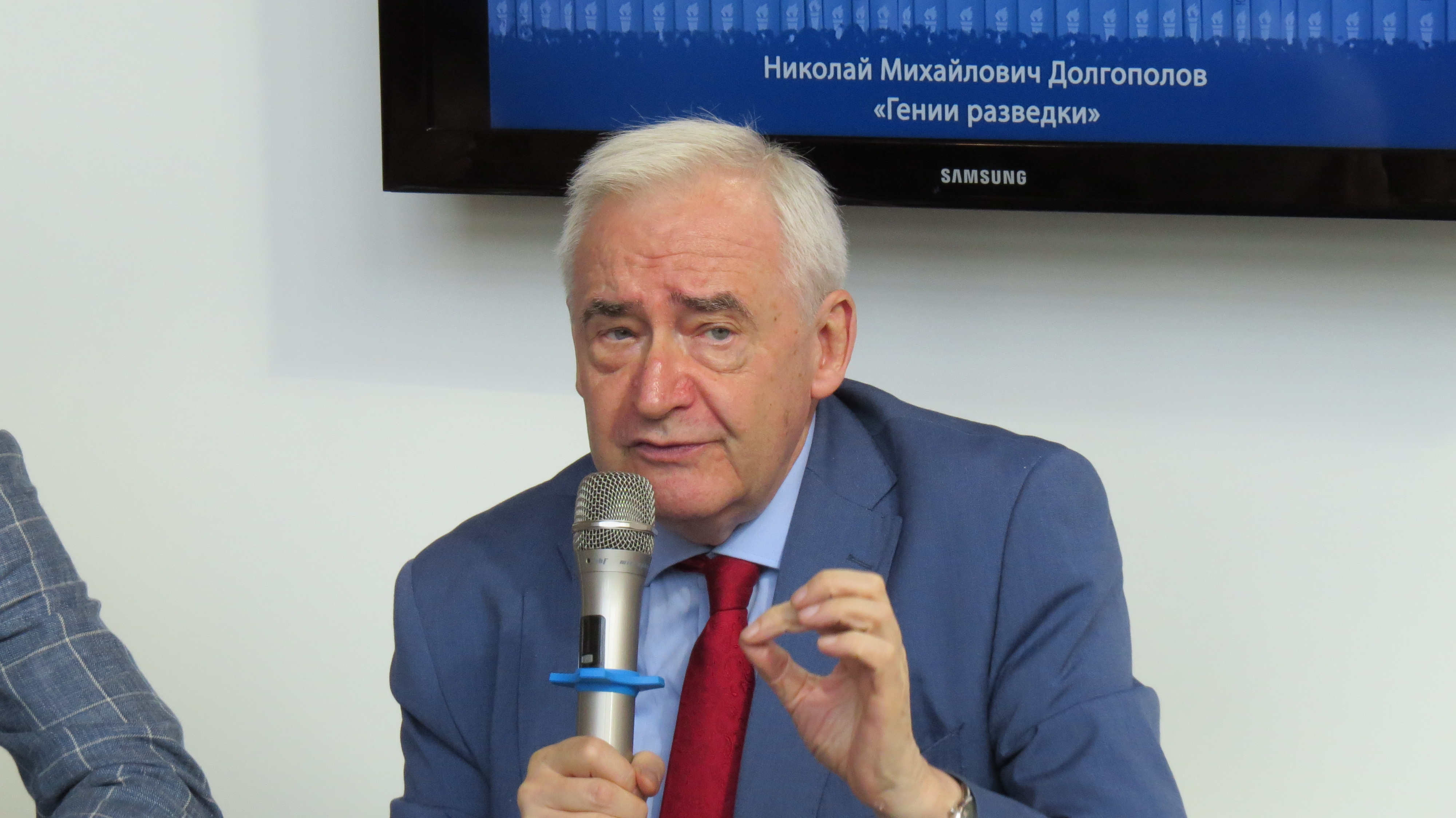
Nikolaï Dolgopolov en 2019.

En 1997, il a été élu membre du comité exécutif de l'association internationale de la presse sportive (AIPS). En 2001, il est nommé vice-président de cette organisation. Il est président de la Fédération des journalistes sportifs de Russie, membre du Conseil auprès du président de la Fédération de Russie pour la culture physique et les sports. Le 25 octobre 2013, Dolgopolov est nommé président du comité russe de « Fair Play ».
Il a couvert les Jeux olympiques de 1976, 1980, 1992, 2000, 2004, 2008 et 2012; et les Jeux olympiques d'hiver de 1992, 1994, 1998, 2002, 2010 et 2014.
Nikolaï Dolgopolov commence à s'intéresser à l'histoire du renseignement à partir de 1993. Grâce à une documentation sur le SVR et à des relations personnelles avec d'anciens membres du renseignement, il est admis à s'informer auprès d'Evgueni Primakov, directeur du SVR. Il est aidé dans ses recherches par Youri Kobaladzé,, journaliste et ancien membre du SVR. Dolgopolov a succédé au fondateur du genre de la littérature documentaire-biographique sur les figures du renseignement soviétique et russe, le documentariste Teodor Gladkov, avec qui il était ami et dont il a appris par expérience.
En 2002, il reçoit le prix du SVR pour son livre «С ними можно идти в разведку» (littéralement: Vous pouvez aller dans le renseignement avec eux).

## Œuvres
- Негаснущие звёзды Олимпиады [Les Étoiles inextinguibles des jeux olympiques]. — Moscou: Знание, 1981.
- По ту сторону спорта [De l'autre côté du sport]. — Moscou: Молодая гвардия, 1984. — 205 pages.
- Имя с первой полосы : герои эпохи - герои Комсомольской правды [Noms à la une : les héros de l'époque - les héros de la ''Komsomolskaïa Pravda'' / Составитель: Долгополов, Николай Михайлович и др. - Москва : Правда, 1985. - 589, [3] с.: ил.; 21 см.
- Во имя мира, во славу спорта [Au nom de la paix, à la gloire du sport]. — Moscou: Физкультура и спорт, 1986.
- Правда полковника Абеля [La Vérité du colonel Abel]. — Moscou: Весть, 1995.
- Они украли бомбу для Советов [Ils ont volé la bombe pour les Soviétiques]. — Moscou: XXI Век-Согласие, 2000. — 320 pages. —  (ISBN 5-293-00019-5).
- С ними можно идти в разведку [Vous pouvez aller dans le renseignement avec eux]. — Moscou: Воскресенье, 2002. — 320 pages. —  (ISBN 5-88528-281-1).
- Гении внешней разведки [Les Génies du renseignement extérieur]. — Moscou: Молодая гвардия, 2004. — 464 pages. —  (ISBN 5-235-02645-4).
- Элита русской разведки [L'Élite du renseignement russe]. — Moscou: Молодая гвардия, 2005. — 528 pages. —  (ISBN 5-235-02774-4).
- Абель-Фишер [Abel-Fischer]. — Moscou: Молодая гвардия, 2011. — 368 pages. —  (ISBN 978-5-235-03410-5).
- Главный противник. Тайная война за СССР [L'Adversaire principal. Guerre secrète pour l'URSS]. — Moscou: Алгоритм, 2011. — (Проект «Анти-Россия»). —  (ISBN 978-5-6994-8882-7).
- Ким Филби [Kim Philby]. — Moscou: Молодая гвардия, 2012. — 256 pages. —  (ISBN 978-5-235-03513-3).
- Вартанян [ Vartanian ]. — Moscou: Молодая гвардия, 2014. — 240 pages. —  (ISBN 978-5-235-03707-6).
- Надежда Троян [Nadejda Troïan]. — Moscou: Молодая гвардия, 2016. — 206 pages. —  (ISBN 978-5-235-03951-3).
- Легендарные разведчики [Les Espions légendaires]. — Moscou: Молодая гвардия, 2017. — 368 pages. —  (ISBN 978-5-235-03971-1).